# Gerridae
A família Gerridae agrupa vários tipos de insetos que têm em comum a capacidade de se deslocarem sobre a superfície da água. Em Portugal são conhecidos como alfaiates, nos Estados Unidos são conhecidos como Water Strider, e Jesus Bug e no Brasil são chamados como aranha-d'água ou inseto-jesus, porque conseguem andar sobre a água.